# Horkay Péter
Horkay Péter (Budapest, 1974. szeptember 12.– ), névváltozata: Horkai Péter, magyar színész.

## Szerepei

### Film
- Szuperbojz (színes magyar vígjáték, 2009)
- Konyec – Az utolsó csekk a pohárban (színes magyar vígjáték, 2007); szerep: Lévai
- Született lúzer (színes magyar vígjátéksorozat, 2007)
- Vadászat angolokra (színes magyar filmdráma, 2006)
- A Ritter napja  (színes magyar filmdráma, 2005)
- (Il tunnel della libertá) (színes olasz-magyar filmdráma, 2004)
- Limonádé (színes magyar vígjátéksorozat, 2002)
- Sobri (színes magyar kalandfilmsorozat, 2002); szerep: Liliom Peti
- Sobri – Betyárfilm (színes magyar film, 2002); szerep: Liliom Peti
- Sacra Corona (színes magyar történelmi dráma, 2001); szerep: Salamon király
- Vége (színes magyar játékfilm, 1999)
- TV a város szélén (színes, magyar vígjátéksorozat, 1998); szerep: ifj. Mikes Iván
- Mindennapi rémtörténet (színes magyar kisjátékfilm, 1996)
- Éretlenek (színes magyar tévéfilm-sorozat, 1995); szerep: Ricsi
- X polgártárs (színes amerikai-magyar filmdráma, 1995); szerep: Katona
- Az utolsó nyáron (színes magyar játékfilm, 1991)